# Electro-Shock Blues Show
Electro-Shock Blues Show è un album dal vivo del gruppo musicale statunitense Eels, pubblicato nel 2002.

## Tracce
1. Cancer for the Cure – 5:16
2. Fingertips Part III – 1:20
3. Going to Your Funeral Part I – 3:14
4. Efil's God – 3:10
5. Souljacker part I – 4:30
6. My Beloved Monster – 2:32
7. Novocaine for the Soul – 4:22
8. Not Ready Yet – 12:58
9. Last Stop: This Town – 2:52
10. Everything's Gonna Be Cool This Christmas – 3:00
11. Flower – 3:26
12. Dead of Winter – 3:21
13. Electro-Shock Blues – 3:35
14. The Medication Is Wearing Off – 4:14
15. Climbing to the Moon/My Beloved Monster/My Girl – 15:05

## Formazione
- Mark Oliver Everett – voce, chitarra, organo
- Jonathan Norton "Butch" – batteria, cori, voce (in Efil's God)
- Adam Siegel – basso, cori